# 鲍思润
鲍思润（?—?），五代十国时闽国官员，朱文进时同平章事。
永隆六年（944年）拱宸军使朱文进与控鹤军使连重遇弑杀闽景宗王曦，朱文进并被连重遇推举，自立为闽国皇帝，任命鲍思润为同平章事。朱文进取消帝号自称威武留后，向后晋称臣，而后晋任命朱文进为威武节度使。开运元年（944年）十二月十五日（945年1月1日），晋出帝石重贵册封朱文进为闽国王。朱文进被留从效、陈洪进、王延政击败，闰十二月二十九日（945年2月14日）朱文进及连重遇被部属林仁翰诛杀。鲍思润不知所终。